# Ку Пон Чхан
Ку Пон Чхан (кор. 구본찬; 31 января 1993) — южнокорейский стрелок из лука. Абсолютный чемпион Олимпиады в Рио-де-Жанейро.

## Карьера
На международном уровне Ку Пон Чхан дебютировал в 2014 году, когда вместе с командой завоевал бронзу на домашних Азиатских играх. В 2015 году на чемпионате мира в Копенгагене вместе с командой кореец стал чемпионом мира, а также первенствовал в турнире смешанных дуэтов.
На Олимпиаде в Рио-де-Жанейро Ку Пон Чхан занял в предварительном раунде 6-е место, набрав 681 балл. В командном первенстве совместно с Ким У Джином и Ли Сын Юном не оставил шансов соперникам, став олимпийским чемпионом.
В личном турнире в первых двух раундах с одинаковым счётом 6-0 победил словака Бориса Балаша и британца Патрика Хьюстона. В матче 1/8 финала со счётом 6-4 Ку победил немца Флото, а в четвертьфинале лишь дополнительной стрелой одолел австралийца Тэйлора Уорта. В полуфинале для победы над американцем Эллисоном корейцу вновь понадобилась дополнительная стрела (9-8), зато в решающем матче с французом Валладоном Ку Пон Чхан уверенно победил со счётом 7-3, став абсолютным чемпионом Олимпиады в Рио-де-Жанейро.